# 2 Brothers on the 4th Floor
2 Brothers on the 4th Floor är ett eurodanceband, bestående av de nederländska bröderna Martin och Bobby Boer.

## Diskografi

### Singlar
- 1990 Can't Help Myself (or not)
- 1991 Turn Da Music Up
- 1993 Never Alone
- 1994 Dreams
- 1994 Let Me Be Free
- 1995 Fly (Through The Starry Night)
- 1995 Come Take My Hand
- 1996 Fairytales
- 1996 Mirror of Love
- 1996 There Is A Key
- 1996 Christmas Time (Christmas version of There Is A Key)
- 1997 One Day
- 1997 I'm Thinkin' of U
- 1998 Do You Know
- 1998 The Sun Will Be Shining
- 1999 Heaven Is Here
- 1999 Living In Cyberspace
- 2000 Wonderful Feeling
- 2001 Stand Up And Live

### Album
- 1994 Dreams
- 1996 2